# Theiß (Familienname)
Theiß bzw. Theis ist ein deutscher Familienname.

## Varianten
- Theis, Theisen, Theyß

## Namensträger
- Caspar Theiss (um 1510–1560), deutscher Baumeister
- Christian Theiss (1802–1873), deutscher Politiker, Landtagsabgeordneter Großherzogtum Hessen
- Christine Theiss (* 1980), deutsche Kickboxerin
- Elke Achtner-Theiß (* 1951), deutsche Journalistin und Buchautorin
- Gabriele Theiss (* 1959), deutsche Politikerin (SPD)
- Georg Theiß (1801–1859), deutscher Justizbeamter und Mitglied der kurhessischen Ständeversammlung
- Germanus Theiß (Glasmacher) (1867–1945), deutscher Glasmacher
- Germanus Theiß (Politiker) (1898–1960), deutscher Politiker (CDU)
- Hans Theiss (* 1977), deutscher Politiker (CSU) und Arzt
- Heinrich Theiß, deutscher Schultheiß und Mitglied der kurhessischen Ständeversammlung
- Karl Theiß (1887–1949), deutscher Flugzeugkonstrukteur
- Klaus Theiss (* 1963), deutscher Fußballspieler
- Konrad Theiss (1905–1983), deutscher Verleger und Politiker (CDU)
- Laura Theiss (* 1977), deutsch-litauische Modedesignerin
- Siegfried Theiss (1882–1963), österreichischer Architekt
- William Ware Theiss (1930–1992), US-amerikanischer Kostümbildner